# Tracy (Missouri)
Tracy è un comune degli Stati Uniti d'America, situato nello Stato del Missouri, nella contea di Platte.